# Bödvar Bjarki
Bödvar Bjarki è l'eroe che compare nelle leggende su Hrólfr Kraki (è il Biarco delle Gesta Danorum di Saxo Grammaticus). C'è chi ipotizza che lui e l'eroe Beowulf siano in origine stati la stessa persona, mentre altri rifiutano questa teoria.

## Storia
Diversamente da Beowulf, Bödvar sarebbe stato norvegese, cosa che potrebbe essere spiegata col fatto che la sua storia fu scritta da autori islandesi, che per lo più discendevano dai norvegesi. Suo fratello era il re di Gautland e, come Beowulf, Bödvar arrivò da Geatland in Danimarca, dove uccise un mostro che da due anni terrorizzava la corte reale a Natale. Come Beowulf, anche Bödvar aiutò il re svedese Adils (Eadgils) a difendere suo zio Áli (Onela) nella battaglia sul ghiaccio del lago Vänern.

## Videogiochi
Bodvar appare in God of War Ragnarök come boss opzionale. Qui viene detto che era uno dei dodici Berserker di Hrolf Kraki e dopo aver trovato la sua lapide è possibile affrontare il suo spirito.